# 联合国防治荒漠化公约
《联合国防治荒漠化公约》（英語：United Nations Convention to Combat Desertification）全稱為《联合国关于在发生严重干旱和/或荒漠化的国家特别是在非洲防治荒漠化的公约》，是1994年联合国制订的国际公约。公约订于法国巴黎，于1996年12月26日生效，保存人是联合国秘书长。

## 背景
各缔约国承认荒漠化和/或干旱是全球性问题，影响到世界所有区域，需要国际社会联合行动，防治荒漠化，缓解干旱影响；注意到严重干旱和/或荒漠化主要集中在发展中国家，尤其是最不发达国家；认识到防治荒漠化和缓解干旱影响方面的进展未达预期效果。各缔约国决心为今世后代的利益采取适当行动，防治荒漠化，缓解干旱影响，制订公约各条款。

## 内容
公约第二部分对一般义务、受影响缔约国的义务、发达缔约国的义务和非洲的优先地位等作了规定，第三部分是行动方案、科学和技术合作以及支持措施，第四部分设立了作为本公约最高机构的缔约国会议。
公约的四个附件分别是非洲区域、亚洲区域、拉丁美洲和加勒比区域、地中海北部区域的执行附件。